# Псяк
Псяк (тат. Пычак) — село в Кукморском районе Республики Татарстан, административный центр Псякского сельского поселения.

## Этимология названия
Топоним произошёл от татарского слова «пычак» (нож).

## География
Село находится в бассейне реки Ошторма, в 8 км к юго-востоку от районного центра, города Кукмора.

## История
Основание села Псяк (также было известно под названием Починок Исяк) переселенцами из села Асан-Елга относят к XVIII веку.
В сословном плане, вплоть до 1860-х годов жители села относились к государственным крестьянам. Их основными занятиями в то время были земледелие, скотоводство.
По сведениям из первоисточников, в начале XX столетия в селе действовали мечеть, медресе.
С 1930 года в селе работали коллективные сельскохозяйственные предприятия, с 2006 года — сельскохозяйственные предприятия в форме ООО.
Административно, до 1920 года село относилось к Мамадышскому уезду Казанской губернии, с 1920 года — к Мамадышскому кантону, с 1930 года (с перерывом) — к Кукморскому району Татарстана.

## Население
Динамика
По данным переписей, население села увеличивалось с 557 человек в 1859 году до 742 человек в 1908 году. В последующие годы численность населения села уменьшалась и в 2017 году составила 156 человек.
Национальный состав
Согласно результатам переписи 2002 года, в национальной структуре населения села татары составляли 96% из 142 человек.

## Экономика
Полеводство.

## Социальные объекты
Средняя школа, клуб, библиотека.

## Религиозные объекты
2 мечети.